# Ruth Clement Bond
Ruth Clement Bond (22 de maio de 1904 - 24 de outubro de 2005) foi uma educadora afro-americana, líder cívica e artista. Como educadora, Ruth ensinou em universidades no Haiti, Libéria e Malawi. Ela chefiou a Associação de Mulheres Afro-Americanas e, no decorrer de sua carreira, defendeu mulheres e crianças nos EUA, Afeganistão, Costa do Marfim, Senegal, Serra Leoa, Togo e Tunísia. Como artista, Ruth é notável por elevar a colcha utilitária a uma obra de vanguarda de comentário social. Três dessas mantas permanecem desse período criativo na década de 1930. Essas colchas foram exibidas no Museu de Artes e Design de Nova York e no Museu da Universidade Estadual de Michigan.

## Juventude e família
Ruth Elizabeth Clement nasceu em Louisville, Kentucky, em 22 de maio de 1904, filha de George Clinton Clement, um bispo da Igreja Metodista Episcopal Zion africana, e Emma Clarissa Williams Clement. Ela era a quarta de sete filhos.
Em 1931, Ruth casou-se com o Dr. J. Max Bond Sr, com quem teve três filhos: a historiadora Jane Bond Howard, o arquiteto J. Max Bond Jr. e o antropólogo George Clement Bond. Seu sobrinho era Julian Bond, organizador do SNCC.
Os Bonds se mudaram para Los Angeles logo após o casamento. Em 1934, eles moravam e trabalhavam na zona rural do Alabama. Depois que seu marido ingressou no Serviço de Relações Exteriores em 1944, até o fim de sua própria vida, Ruth viajou para muitos países, especialmente para países da África ou com herança africana.

## Educação
Ela frequentou o Livingstone College (do qual seus pais eram graduados), mas obteve o bacharelado e o mestrado em inglês pela Northwestern University. Ruth começou um programa de doutorado em Los Angeles, que deixou após o nascimento de seu primeiro filho. Ela pretendia concluir seus estudos de doutorado depois que a família se mudou para a zona rural do Alabama, mas não havia universidades locais para se inscrever.

## Carreira
De 1930 a 1932, ela foi chefe do departamento de inglês do Kentucky State College. Ao longo de sua carreira, Ruth lecionou em universidades no Haiti, Libéria e Malaui.
A realização artística mais notável de Ruth foi o desenho de uma série de colchas na década de 1930. De 1934 a 1938, J. Max Bond Sênior serviu como Diretor de Pessoal e Educação Negro com a Autoridade do Vale do Tennessee. Durante este tempo, Ruth trabalhou com um projeto de embelezamento doméstico para decorar as casas dos trabalhadores da construção civil Black que trabalhavam para construir a represa Wheeler no Alabama. Ela desenhou uma série de padrões marcantes para colchas de arte que eram então feitas pelas esposas dos trabalhadores. Embora esta tenha sido sua primeira e única incursão em quilting, seus impressionantes padrões modernos são lembrados como uma inovação significativa na arte de colchas, ajudando a mover o design de colchas "do domínio prático para o artístico". Ela se afastou dos padrões florais e geométricos comuns no design de colchas, retratando silhuetas de trabalhadores negros, em um estilo "irregular, porém elegante" que lembra os recortes de papel de Henri Matisse e as pinturas de Aaron Douglas. A primeira colcha foi chamada de "Black Power". Nas próprias palavras de Ruth: "Isso foi um trocadilho, é claro, TVA sendo sobre poder. A primeira colcha mostrava um relâmpago significando poder, seguro nas mãos de um trabalhador negro". Ao todo, Ruth e o grupo de mulheres quilters construíram seis colchas, conhecidas como "colchas TVA", das quais três sobraram; eles foram exibidos no Museum of Arts and Design e no Michigan State University Museum, entre outros.
Em 1944, Max aceitou um cargo no Departamento de Estado dos Estados Unidos e os Bonds viajaram para o Haiti, onde Ruth serviu no corpo docente da L'Ecole Normale de Martissant. Em 1950, eles foram enviados para a Libéria, onde Max serviria como presidente da Universidade da Libéria, e Ruth chefiou o departamento de inglês da universidade. Na década de 1950 e no início da década de 1960, eles foram enviados para o Afeganistão, Tunísia, Serra Leoa e Niassalândia.

## Vida posterior
Após a aposentadoria de Max em 1966, os Bonds retornaram aos Estados Unidos e fixaram residência em Washington, D.C., onde os dois se envolveram com questões comunitárias. Durante a década de 1960, Ruth serviu como presidente da Associação de Mulheres Afro-Americanas. Em 1978, ela trabalhou em uma missão de investigação liderada pelo Conselho Nacional de Mulheres Negras para estudar o papel das mulheres no Senegal, Togo e Costa do Marfim. Ambos os Bonds estavam envolvidos com o Instituto África-América, fundado pelo irmão de Max, Horace Mann Bond. Em DC, Ruth fazia parte dos conselhos do Boys and Girls Club de Washington, do YMCA e da Cruz Vermelha, e era um membro ativo da Associação de Mulheres de Serviço Exterior.
Ruth morreu em 24 de outubro de 2005, aos 101 anos.